# Saint-Avé
Saint-Avé är en kommun i departementet Morbihan i regionen Bretagne i nordvästra Frankrike. Kommunen ligger i kantonen Vannes-Est som tillhör arrondissementet Vannes. År 2022 hade Saint-Avé 12 173 invånare.

## Befolkningsutveckling
Antalet invånare i kommunen Saint-Avé
| Referens: INSEE |